# Blaberus anisitsi
Blaberus anisitsi es una especie de insecto blatodeo de la familia Blaberidae. Comparte con el resto de sus congéneres Blaberus uno de los mayores tamaños entre las cucarachas.

## Distribución geográfica
Se la puede encontrar en Paraguay.

## Sinónimos
- Blabera anisitsi Brancsik, 1898